# Samuel Swinton
Pour les articles homonymes, voir Swinton.
Samuel Swinton est un propriétaire de journal britannique mort en 1797.

## Biographie
On sait peu de choses sur la vie de Samuel Swinton. Il descend de la famille anglo-écossaise des Swinton, dans les Scottish Borders. Il est né vers 1725 (peut-être en 1729), deuxième fils de l'avocat John Swinton et de la fille du prédicateur Mary Semple. Son frère cadet Archibald était capitaine dans la Compagnie britannique des Indes orientales et envoyé du Shah Alam II. Samuel Swinton avait également le titre de capitaine, mais on ne sait rien de sa carrière. À un moment donné, il était marchand de vin à Londres. En 1775 ou 1776, il épouse Jeanne-Felicité Lefèbvre, fille d'un officier de la Garde française de Louis XVI de France. En 1779, les Swinton habitent le Château d'Hesdin-l'Abbé, qu'ils louent à Michel-Augustin-Joseph-Charles Cléry de Bécourt. Le couple est ami avec Pierre Beaumarchais qui devient le parrain de leur fille Marie-Charlotte Swinton.
Ancien lieutenant de la Marine royale Britannique d’origine écossaise, marchand de vin à Londres, Swinton fut l’un des propriétaires du Morning Post et de la gazette franco-anglaise le Courier de l'Europe. 
Outre ses liens avec les rédacteurs - Brissot, La Fite de Pellepore, Desforges - et les directeurs - Serre de la Tour, Théveneau de Morande -  de ses journaux auxquels il ne prenait aucune part, il se chargea de plusieurs missions diplomatiques durant le conflit américain.
En 1779, il est ainsi dépositaire d'une mission de Lord North pour sonder les dispositions de la France vis-à-vis de propositions de paix. Il est bien sûr éconduit. Parallèlement il rend des services au secrétaire d'État aux Affaires étrangères français.
Hélène Maspero Clerc a fourni la preuve qu’il était aussi un agent secret britannique, en correspondance avec Philip Stephens, Secrétaire de l’Amirauté. Il se vante auprès de ce dernier de connaître personnellement Vergennes et de pouvoir soudoyer Longpré, l’inspecteur de police de la ville de Paris. Il rapporte l’affaire qu’il a eu avec John Turner, son débiteur. Sous sa requête et grâce à ses appuis, il est incarcéré au Petit Châtelet.
En 1780 il est régistré comme citoyen de Maastricht où il est l'éditeur, avec le chevalier de Launay de Bernezay, de la Gazette Anglo-Françoise & Américaine (probablement un autre nom pour le Courier de l'Europe). En 1785, il vend le privilège du Courier de l'Europe à Radix de Sainte–Foy.

## Note
1. ↑  Public Record Office, ADM 1/5117. Sur ce point voir aussi la lettre du lieutenant de police Lenoir au comte de Vergennes du 2 avril 1778, Archives des Affaires Étrangères, Correspondance Politique Angleterre 529 / f. 270.